# Cấp cứu y tế
Cấp cứu y tế là một chấn thương cấp tính hoặc bệnh tật có nguy cơ ngay lập tức đối với tính mạng hoặc sức khỏe lâu dài của một người, đôi khi được gọi là tình huống có nguy cơ mất "tính mạng hoặc tay chân". Những trường hợp khẩn cấp này có thể cần sự trợ giúp từ người khác, người lý tưởng nên có đủ điều kiện phù hợp để làm điều đó, mặc dù một số trường hợp khẩn cấp như tim mạch (tim), hô hấp và đường tiêu hóa không thể được xử lý bởi chính nạn nhân. Phụ thuộc vào mức độ nghiêm trọng của cấp cứu và chất lượng của bất kỳ phương pháp điều trị nào, có thể cần sự tham gia của nhiều cấp độ chăm sóc, từ người sơ cứu thông qua kỹ thuật viên y tế khẩn cấp, bác sĩ y tế, bác sĩ cấp cứu và bác sĩ gây mê.
Bất kỳ phản ứng nào với tình huống y tế khẩn cấp sẽ phụ thuộc mạnh mẽ vào tình huống, bệnh nhân liên quan và nguồn lực sẵn có để giúp đỡ họ. Nó cũng sẽ thay đổi tùy thuộc vào trường hợp khẩn cấp xảy ra khi ở bệnh viện được chăm sóc y tế, hoặc chăm sóc y tế bên ngoài (ví dụ, trên đường phố hoặc một mình ở nhà).

## Phản ứng

### Triệu tập dịch vụ khẩn cấp

Áp dụng hai số điện thoại được ITU chấp thuận là số điện thoại khẩn cấp trên thế giới:
112
9-1-1
112 and 9-1-1
Số khác hoặc không có số

Đối với trường hợp khẩn cấp bắt đầu bên ngoài dịch vụ chăm sóc y tế, một thành phần quan trọng của việc chăm sóc đúng cách là triệu tập các dịch vụ y tế khẩn cấp (thường là xe cứu thương), bằng cách gọi trợ giúp bằng cách sử dụng số điện thoại khẩn cấp địa phương thích hợp, như 999, 911, 111, 112 hoặc 000. Sau khi xác định rằng sự cố là một trường hợp khẩn cấp y tế (trái ngược với cuộc gọi của cảnh sát), các nhân viên cấp cứu thường sẽ chạy qua một hệ thống câu hỏi như AMPDS để đánh giá mức độ ưu tiên của cuộc gọi, cùng với tên và địa chỉ người gọi.

### Sơ cứu và hỗ trợ dịch vụ cấp cứu
Những người được đào tạo để thực hiện sơ cứu có thể hành động trong giới hạn kiến thức họ có, trong khi chờ đợi mức độ chăm sóc chính thức tiếp theo.
Những người không thể thực hiện sơ cứu cũng có thể hỗ trợ bằng cách giữ bình tĩnh và ở lại với người bị thương hoặc bị bệnh. Khiếu nại phổ biến của nhân viên dịch vụ khẩn cấp là xu hướng mọi người vây quanh hiện trường và nạn nhân, vì nó thường không có ích, làm bệnh nhân căng thẳng hơn và cản trở hoạt động trơn tru của các dịch vụ cấp cứu. Nếu có thể, những người hỗ trợ đầu tiên nên chỉ định một người cụ thể để đảm bảo rằng có người gọi dịch vụ cấp cứu. Một người ngoài cuộc khác nên ra ngoài để chờ dịch vụ cấp cứu đến và hướng họ đến địa điểm thích hợp. Người ngoài cuộc có thể hữu ích trong việc đảm bảo rằng đám đông được di chuyển cách xa bệnh nhân đang bị bệnh hoặc bị thương, cho phép người phản ứng có đủ không gian để làm việc. 